# Solanum bicolor
Solanum bicolor là loài thực vật có hoa trong họ Cà. Loài này được Willd. ex Roem. & Schult. miêu tả khoa học đầu tiên năm 1819.